# Flagler Beach
Flagler Beach é uma cidade localizada no estado americano da Flórida, nos condados de Flagler e Volusia. Foi incorporada em 1925.

## Geografia
De acordo com o United States Census Bureau, a cidade tem uma área de 10,4 km², onde 9,5 km² estão cobertos por terra e 0,9 km² por água.

### Localidades na vizinhança
O diagrama seguinte representa as localidades num raio de 24 km ao redor de Flagler Beach.

## Demografia
Segundo o censo nacional de 2010, a sua população é de 4 484 habitantes e sua densidade populacional é de 473 hab/km², o que a torna a localidade mais densamente povoada do condado de Flagler. Possui 3 439 residências, que resulta em uma densidade de 362,8 residências/km².